# Bibliothek des Jahres
Der Preis Bibliothek des Jahres wird seit dem Jahr 2000 vom Deutschen Bibliotheksverband verliehen. Die Verleihung erfolgt jeweils am Tag der Bibliotheken am Ort des Preisträgers. Bis 2017 wurde der Preis durch die Zeit-Stiftung Ebelin und Gerd Bucerius gestiftet. Seit 2017 wird der Preis durch die Deutsche Telekom Stiftung gestiftet.

## Hintergrund
Die Auszeichnung Bibliothek des Jahres ist der nationale Bibliothekspreis in Deutschland. Mit dieser Auszeichnung soll ein Beitrag zum neuen Image der Bibliotheken geleistet werden. Die Auszeichnung würdigt Bibliotheken aller Sparten und Größen und ist mit 20.000 Euro dotiert (Stand 2021).
Neben dem nationalen Bibliothekspreis wurde im Jahr 2020 erstmals auch ein mit 7000 Euro dotierter Preis für die Bibliothek des Jahres in kleinen Kommunen und Regionen vergeben.
Ausgezeichnet werden überdurchschnittliche Leistungen jeder Art wie
- kundenorientierte Serviceverbesserungen
- innovative Ideen und deren erfolgreiche Umsetzung in allen Bereichen bibliothekarischen Handelns: Auskunftsservice, Benutzerschulung, Management, Marketing, Informationsdienstleistungen,
- Dokumentenlieferung, Programm für einzelne Zielgruppen oder Themen
- medienwirksame Öffentlichkeitsarbeit zugunsten der Bibliothek
- Pflege und Erschließung des Kulturgutes Buch
- besondere Erfolge beim Einsatz neuer Technologien
- engagierte Einbeziehung von Partnern (zum Beispiel Freundeskreise)
- Beiträge zur Optimierung bibliothekarischer Arbeit
- besondere Ideen beim Bau und bei der Einrichtung eines Bibliotheksgebäudes
- Teilnahme an Projekten (zum Beispiel Bibliotheksindex (BIX) und Medienkompetenzzentren) und Initiierung von Projekten und Gemeinschaftsunternehmen
- Übernahme von Verantwortung im Bibliothekswesen (zum Beispiel Durchführung von Tagungen und Übernahme von Funktionen)
- erfolgreiche Drittmittelinitiativen

## Bibliothek des Jahres
- 2000: Stadtbibliothek Heinrich Heine in Halberstadt
- 2001: Johannes a Lasco Bibliothek in Emden
- 2002: Niedersächsische Staats- und Universitätsbibliothek Göttingen
- 2003: Stadtbücherei Würzburg
- 2004: Städtische Bibliotheken Dresden
- 2005: Stadtbüchereien Hamm
- 2006: Informations-, Kommunikations- und Medienzentrum der Brandenburgischen Technischen Universität Cottbus
- 2007: Gefangenenbibliothek der Justizvollzugsanstalt Münster[1]
- 2008: Bayerische Staatsbibliothek
- 2009: Stadtbücherei Biberach an der Riß
- 2010: Bibliothek der Universität Konstanz
- 2011: Anton-Saefkow-Bibliothek, Berlin-Lichtenberg
- 2012: Bibliothek der Technischen Hochschule Wildau (FH)
- 2013: Stadtbibliothek Stuttgart
- 2014: Deutsche Zentralbibliothek für Wirtschaftswissenschaften[2]
- 2015: Stadtbibliothek Köln[3]
- 2016: Stadtbücherei Hilden[4]
- 2017: Universitätsbibliothek Leipzig[5]
- 2018: Stadtbücherei Frankfurt am Main[6]
- 2019: Zentral- und Landesbibliothek Berlin[7]
- 2020: Technische Informationsbibliothek, Hannover[8]
- 2021: Stadtbibliothek Paderborn[9]
- 2022: Zentralbibliothek der TU und UdK Berlin[10]
- 2023: Düsseldorfer Zentralbibliothek im KAP 1[11]
- 2024: Stadtbibliothek „Rudolf Hagelstange“ Nordhausen[12]
- 2025: Städtische Bibliotheken Dresden[13]

### Bibliothek des Jahres in kleinen Kommunen und Regionen
- 2020: Stadtbibliothek Gotha[14]
- 2021: Bibliotheks- und Informationszentrum Haßfurt
- 2022: Uwe-Johnson-Bibliothek Güstrow[15]
- 2023: Stadt- und Schulbücherei Lauenburg[16]
- 2024: Stadtbibliothek Alzenau[17]
- 2025: Stadtbibliothek Siegburg[18]